# رنه مونوری
رنه مونوری (فرانسوی: René Monory‎; زاده ۶ ژوئن ۱۹۲۳ – درگذشته ۱۱ آوریل ۲۰۰۹) سیاستمدار اهل فرانسه بود.
رنه مونوری در ۱۱ آوریل ۲۰۰۹، در سن ۸۵ سالگی درگذشت.
وی همچنین برندهٔ جوایزی همچون لژیون دونور (شوالیه) شده‌است.